# Zeresamadine

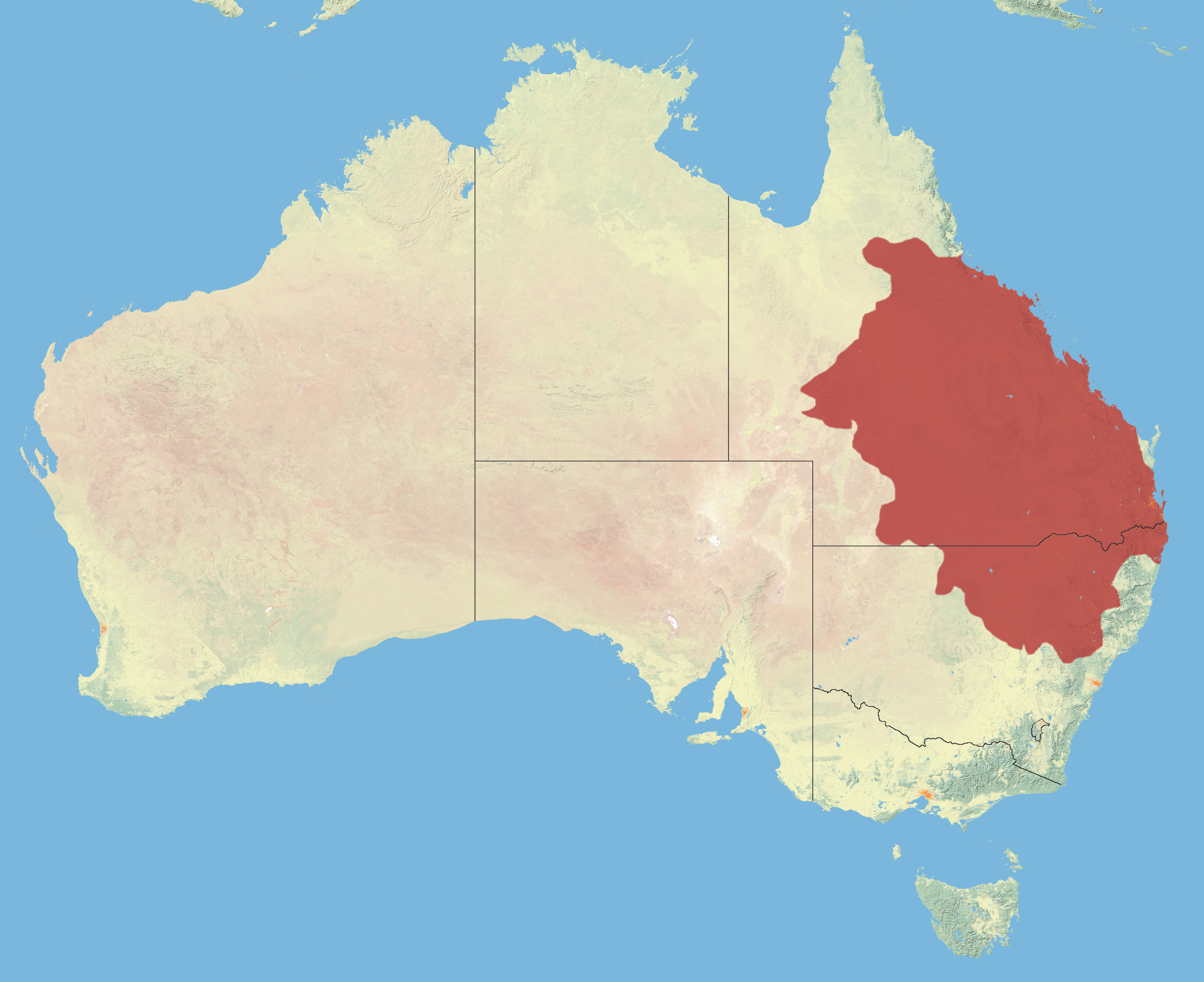
Das Verbreitungsgebiet der Zeresamadine im östlichen Australien

Die Zeresamadine (Aidemosyne modesta, Syn.: Neochmia modesta) ist eine Vogelart aus der Gattung der Sonnenastrilde in der Familie der Prachtfinken, die im Osten Australiens vorkommt und die offene Savannen und Buschland bewohnt.

## Beschreibung
Die Zeresamadine erreicht eine Körperlänge von 10 bis 11 cm und zählt entsprechend zu den mittelgroßen Prachtfinkenarten. Die Geschlechter ähneln sich, lassen sich aber aufgrund einiger Merkmale gut unterscheiden.
Beim Männchen sind Stirn und Scheitel dunkel rötlich braun. Die Partie wirkt aus der Nähe oft pflaumenfarben, was der Art den englischen Namen Plum-headed Finch einbrachte. Oberer Zügel und Kinn sind schwarz, unterer Zügel und vordere Ohrdecken weiß. Die hinteren Ohrdecken und die Kehle sind auf weißlichem Grund fein braun gebändert, wobei die Bänderung zum Hals hin gröber wird und sich über Brust und Flanken ausdehnt. Unterbauch und Unterschwanzdecken sind weißlich. Die Oberseite ist vom Nacken an hellbraun, das Schultergefieder teils tropfenförmig weiß gefleckt. Bürzelgefieder und Oberschwanzdecken sind dunkler braun mit breiten weißen Endsäumen, die eine grobe Bänderung bilden. Die Steuerfedern sind überwiegend dunkelbraun und gestuft. Die äußeren tragen breite weiße Spitzen, die zu den schwärzlichen und verlängerten, mittleren Steuerfedern hin feiner werden. Die Oberflügeldecken sind hellbraun wie die Oberseite und tragen weiße Spitzen, die mittleren zudem dunkle Subterminalbänder. Fittich, Handdecken und Schwingen sind dunkelbraun, wobei die Schwingen heller braun gesäumt sind. Die Schirmfedern sind hellbraun wie die Oberseite mit weißer Spitze auf der Außenfahne.
Weibchen ähneln den Männchen, sind aber insgesamt matter gefärbt mit einer sehr viel matteren Kopfkappe und einem hellen Überaugenstreif. Zügel und Kinn sind nicht wie beim Männchen schwarz, sondern weißlich. Vögel im Jugendkleid ähneln dem Weibchen. Die Oberseite ist aber wärmer braun gefärbt und die Bänderung auf der Körperunterseite nur angedeutet.

## Verbreitungsgebiet und Lebensweise
Das Verbreitungsgebiet der Zeresamadine liegt im Osten Australiens. Es reicht von der Mitte Queensland südwärts durch die Savannengebiete des inneren östlichen Australiens bis zum südlichen New South Wales. Im Norden Queensland stellen die Muskatbronzemännchen, bei denen es sich vermutlich um Gefangenschaftsflüchtlinge handelt, eine Konkurrenz mit dieser Art dar und schränkt deren Verbreitungsgebiet ein.
Der Lebensraum der Zeresamadine sind Grasland, Buschland und lichte Trockensavanne in der Nähe von Wasserläufen sowie im Randbereich von Sümpfen und Schilfbeständen. Da Zeresamadinen stündlich Wasserstellen zum Trinken aufsuchen, sind sie eng an die Nähe von Wasser gebunden und nehmen während Trockenzeiten ausgedehnte Wanderungen vor. Während langer Dürrezeiten wandern sie aus einzelnen Landstrichen auch vollständig ab und ziehen in der Regel in Küstenregionen. Obwohl sie Menschen gegenüber sehr zutraulich sind und eine Annäherung bis auf wenige Meter dulden, treten sie auf Agrarland nur während langer Dürrezeiten auf.
Die Brutzeit fällt in der Regel in die Monate September bis Januar, bei günstigen Umweltbedingungen kann sie sich jedoch auch entsprechend verschieben. Zur Balz gehört wie bei vielen Prachtfinkenarten eine Halmbalz. Das Nest wird in niedrigen Grasbüscheln und in niedrigen Büschen errichtet. Häufig nutzen die Vögel dabei die in Australien eingebürgerten Himbeeren und Brombeeren. Das Gelege der Zeresamadine umfasst vier bis fünf Eier. Sie werden 13 Tage von beiden Elternvögeln bebrütet. Die Nestlingszeit der Jungvögel beträgt 22 Tage.

## Systematik
Die Zeresamadine wurde 1837 von John Gould als Amadina modesta erstbeschrieben. Ihre verwandtschaftliche Einordnung wurde zeitweise kontrovers diskutiert. So sahen einige Autoren aufgrund der Beschaffenheit des Schnabels Ähnlichkeiten mit den afrikanischen Arten Afrikanischer Silberschnabel und Perlhalsamadine oder auch dem madagassischen Zwergelsterchen und stellen sie in die monotypische Gattung Aidemosyne. Aufgrund des Balzverhaltens und einiger Gefiedermerkmale wird sie jedoch heute in die Gattung Neochmia eingeordnet. Die Art ist monotypisch.

## Haltung
Zeresamadinen wurden erstmals 1872 nach Deutschland eingeführt. Nach Ende des Zweiten Weltkrieges kamen sie regelmäßig in den Handel und entwickelten sich zu einer regelmäßig gehaltenen Ziervogelart. Nach der australischen Ausfuhrsperre gingen die Haltungszahlen zurück, es gibt aber mittlerweile einen Halterkreis, der diese Vogelart züchtet.

## Belege

### Einzelbelege
1. 1 2 3 4  P. Clement, A. Harris, J. Davis: Finches and Sparrows. Helm Identification Guides, London 1993/1999, ISBN 0-7136-5203-9, S. 407.
2. ↑  Nicolai et al., S. 72.
3. ↑  Nicolai et al., S. 73.
4. ↑  Nicolai et al., S. 74 und 75.